# Lupoaia (okręg Bihor)
Lupoaia – wieś w Rumunii, w okręgu Bihor, w gminie Holod. W 2011 roku liczyła 702 mieszkańców.